# Mário Petrelli
Mário José Gonzaga Petrelli (Florianópolis, 31 de maio de 1935 — Florianópolis, 22 de abril de 2020), também conhecido como Mário Petrelli, foi um empresário de mídia de Santa Catarina e do Paraná. Petrelli fundou o Grupo RIC, atualmente em atuação no Paraná, e o Grupo ND, com sede em Santa Catarina. Ambos os grupos possuem portais de notícias e rádios, além de emissoras de televisão afiliadas à RecordTV. A operação catarinense conta ainda com um jornal impresso, o Notícias do Dia.
Nascido em Florianópolis, Mário Petrelli se mudou para Curitiba aos 15 anos, onde também se formou em Direito pela Universidade Federal do Paraná, em 1959. Enquanto estudava, começou a trabalhar como repórter de política em Curitiba, para os jornais O Dia e A Tarde e, mais tarde, se tornou executivo do setor de seguros.
Nos anos 1970, ao lado de sócios como Jorge Bornhausen, Flávio de Almeida Coelho e João Saad, entre outros, Petrelli se tornou um dos proprietários do Jornal de Santa Catarina, em Blumenau. O jornal, fundado em 1971, passava pela primeira grande crise, com desentendimento entre os sócios fundadores (Flávio Coelho, Wilson Melro e Caetano Deeke), quando Petrelli foi convidado por Flávio Coelho a auxiliá-lo na gestão do negócio após a saída dos outros dois fundadores. Nessa transação, também adquiriu participação na TV Coligadas, de Blumenau. Também foi proprietário das TVs Cultura de Florianópolis e Chapecó.
O empresário foi ainda pioneiro em levar o sinal do Sistema Brasileiro de Televisão e da Rede Record para o Sul do Brasil. Em 1987, fundou no Paraná a Rede Independência de Comunicação (RIC), retransmitindo inicialmente o sinal da extinta TV Manchete, que seria substituído em 1995 pela programação da RecordTV. Nos anos 2000, o Grupo RIC passou a atuar em Santa Catarina, mas desde 2019 o braço catarinense do conglomerado passou a se chamar Grupo ND.
Mário Petrelli morreu em Florianópolis em 2020, aos 84 anos. Desde 2008, era viúvo de Dircéa Corrêa Petrelli, com quem teve cinco filhos.